# Зубов, Егор Михайлович
Егор Михайлович Зубов (род. 25 июля 2001, Челябинск) — российский хоккеист, нападающий.

## Биография
Воспитанник челябинской хоккейной школы имени С. Макарова. С сезона 2019/20 — в системе подольского «Витязя», игрок команды МХЛ «Русские витязи» Чехов. В сезоне 2021/22 дебютировал в КХЛ.
15 октября 2024 года, будучи игроком команды ВХЛ «Юнисон-Москва», был дисквалифицирован на пять матчей за толчок соперника на борт.